# Virgínia
Virgínia is een gemeente in de Braziliaanse deelstaat Minas Gerais. De gemeente telt 10.135 inwoners (schatting 2009).

## Aangrenzende gemeenten
De gemeente grenst aan Delfim Moreira, Dom Viçoso, Itanhandu, Maria da Fé, Marmelópolis, Passa Quatro en São Sebastião do Rio Verde.